# كارلو كارا
كارلو كارا (11 فبراير 1881- 13 أبريل 1966) رسام إيطالي وشخصية بارزة من أتباع الحركة المستقبلية التي ازدهرت في إيطاليا بداية القرن العشرين. بالإضافة إلى العديد من لوحاته، كتب كارلو عددًا من الكتب المتعلقة بالفن ودرّس لسنوات في مدينة ميلانو.

## سيرة ذاتية
ولد كارا في كوارنينتو بالقرب من أليساندريا في (بيدمونت). غادر المنزل في عمر الثانية عشرة ليعمل مصمم جداريات.
بين عامي 1900-1899، كان كارا متواجدًا في باريس يزين أجنحة معرض يونيفيرسيل، حيث أصبح ملمًا بالفن الفرنسي المعاصر. أمضى بعد ذلك بضعة شهور في لندن على تواصل مع أتباع الحركة الأناركية الإيطاليين المنفيين، وعاد إلى ميلانو عام 1901. التحق في عام 1906 بأكاديمية بريرا في المدينة ودرس تحت إشراف القيصر تاللوني. وقّع كارا في عام 1910، إلى جانب أومبيرتو بوتوني ولويجي روسولو وداكومو بالا البيان العام للرسامين المستقبليين، ليبدأ مرحلة من الرسم ستصبح أكثر فتراته شعبية وتأثيرًا.
انتهت حقبة كارا المستقبلية في الوقت الذي بدأت فيه الحرب العالمية الأولى. بدأت أعماله، على الرغم من احتفاظها ببعض المفاهيم المستقبلية، بالتعامل بشكل أكثر وضوحًا مع القالب والسكون، من تعاملها مع الحركة والشعور. رسم كارا متأثرًا برسومات تريسينتو وفن الأطفال وعمل هنري روسو، لوحات طبيعة صامتة بأسلوب مبسط يؤكد واقع الأشياء العادية. قابل كارا في عام 1917 جورجو دي كيركو في فيرارا، وعمل معه هناك عدة أسابيع. بدأ تأثير دي كيركو بالظهور في أعمال كارا من خلال تماثيل عرض الأزياء التي رسمها كارا في لوحاته. ابتكر كل من الفنانين دي كيركو وكارا أسلوبًا أطلقا عليه اسم «الرسم الميتافيزيقي».  ومع حلول عام 1919، بدأت المرحلة الميتافيزيقية لكارا تفسح المجال لمرحلة الفوضوية أو الآناركية المستوحاة من أعمال جوتو، الذي كان كارا من معجبيه ورأى أن «الأشكال التي يرسمها جوتو أقرب إلى طريقتنا في تصور بنية الأجسام ضمن الفراغ». تمثل لوحة كارا بنات لوت (1919) الاتجاه الجديد لأعماله. ركز كارا خلال عشرينيات وثلاثينيات القرن العشرين بشكل رئيسي على لوحات المناظر الطبيعية وطور أسلوبًا أجوائيًا. تعتبر لوحة صباح على البحر 1928 مثالًا على عمل ينتمي لتلك الفترة.
اشتهر كارا بعمله الذي ينتمي للحقبة المستقبلية عام 1911، بعنوان (جنازة الفوضوي غاللي). كان كارا بالفعل فوضويًا حين كان شابًا، لكن وإلى جانب العديد من المستقبليين الآخرين، اعتنق لاحقًا آراءً سياسية رجعية، ليصبح قوميًا متطرفًا ووحدويًا قبل وأثناء الحرب. دعم كارا الفاشية بعد عام 1918، ووقع في ثلاثينيات القرن العشرين بيانًا عامًا دعا من خلاله إلى دعم أيديولوجية الدولة من خلال الفن. تأثرت مجموعة سترابيزي التي انضم إليها كارا وتأسست من قبل جورجيو موراندي بالحركة الفاشية بشكل كبير، واستجابت للتعليمات الكلاسيكية الجديدة التي وضعها النظام الحاكم بعد عام 1937، لكنها عارضت الدافع الإيديولوجي نحو مركزية قوية. توفي كارا في ميلان عام 1966.

## أعمال مختارة
- جنازة الفوضوي غاللي (1911)
- الغرفة المسحورة (1917)
- الملهمة الميتافيزيقية (1917)
- ابنة الغرب (1919)
- عشيقة المهندس (1921)
- قناة في البندقية (1926)[19]